# Посилка (фільм)
Посилка (англ. The Package) — американський бойовик 2012 року.

## Сюжет
Кур'єр Томмі Вік повинен доставити таємничу посилку місцевому кримінальному авторитету на призвисько «Німець». Завдання ускладнюється у міру того, як про посилку дізнаються інші гангстери і починають полювати за Томмі. З цього моменту починається смертельна гра, переможцем якої судилося стати лише одному.

## У ролях
| Актор              | Роль             |
| ------------------ | ---------------- |
| Стів Остін         | Томмі Вік        |
| Дольф Лундгрен     | Німець           |
| Ерік Кінлісайд     | Біг Даг          |
| Майк Допуд         | Хуліо            |
| Джон Новак         | Ніколас          |
| Крістен Керр       | Дарла            |
| Даррен Шахлаві     | Девон            |
| Вільям Брюс Девіс  | доктор Віллхельм |
| Пол Ву             | Досан            |
| Локлін Манро       | Едді             |
| Марк Гіббон        | Джейк            |
| Пітер Брайант      | Ральф            |
| Монік Гендертон    | Монік            |
| Майкл Дейнджерфілд | Ентоні           |
| Джеррі Тримбл      | Карл             |
| Патрік Сабонгуй    | Луїс             |
| Ліндсей Борн       | Гері             |